# Деревнякові
Деревнякові (Climaciaceae) — родина мохів порядку сонмохальних.
Роди:
- Climacium F. Weber & D.M.H. Mohr in D.M.H. Mohr, 1803
- Pterobryon Hornschuch in C.F.P. Martius, 1840
- Girgensohnia (S.O. Lindberg) Kindberg, 1896